# إنجريد أولافا
إنجريد أولافا (بالنرويجية: Ingrid Olava) (و. 1981  م) هي ملحنة، ومغنية، وعازفة بيانو، ومغنية مؤلفة نرويجية، ولدت في ليلهامر، تستخدم آلات بيانو.

## جوائز
حصلت على جوائز منها:
- Statoil stipend  [لغات أخرى]‏ (2010)
- Spellemann Award for female artist of the year ‏ (2010).

## وصلات خارجية
- إنجريد أولافا على موقع IMDb (الإنجليزية)
- إنجريد أولافا على موقع ميوزك برينز (الإنجليزية)
- إنجريد أولافا على موقع أول ميوزيك (الإنجليزية)
- إنجريد أولافا على موقع ديسكوغز (الإنجليزية)
- إنجريد أولافا على موقع قاعدة بيانات الفيلم (الإنجليزية)
- إنجريد أولافا في قاعدة بيانات الأفلام على الإنترنت